# Robert W. Woodruff

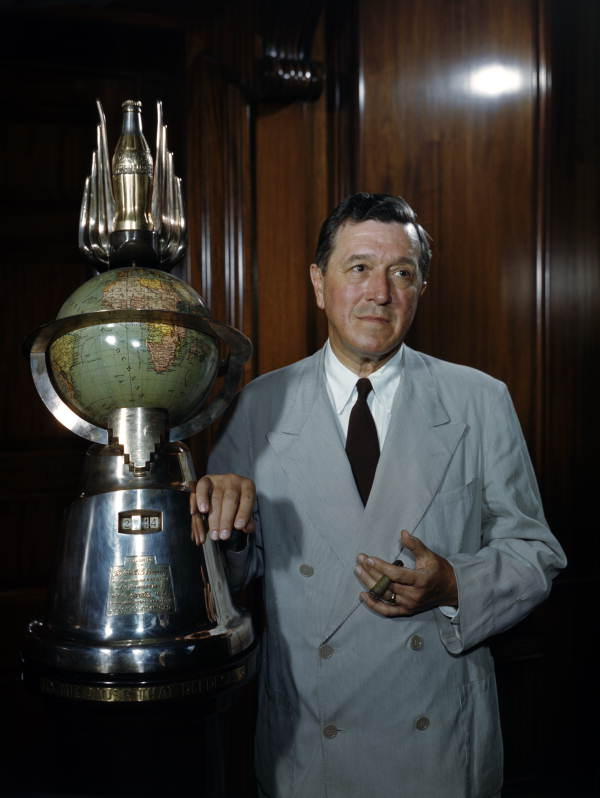
Robert W. Woodruff, Präsident der Coca-Cola Company

Robert Winship Woodruff (* 6. Dezember 1889 in Columbus in Georgia; † 7. März 1985 in Atlanta) war von 1923 bis 1954 Präsident der Coca-Cola Company. Mit einem großen Vermögen war er auch ein bedeutender Philanthrop und viele Bildungs- und Kulturdenkmäler in Atlanta (Georgia) tragen seinen Namen. Dazu gehören das Woodruff Arts Center, der Woodruff Park und die Robert W. Woodruff Library.

## Herkunft und Bildung

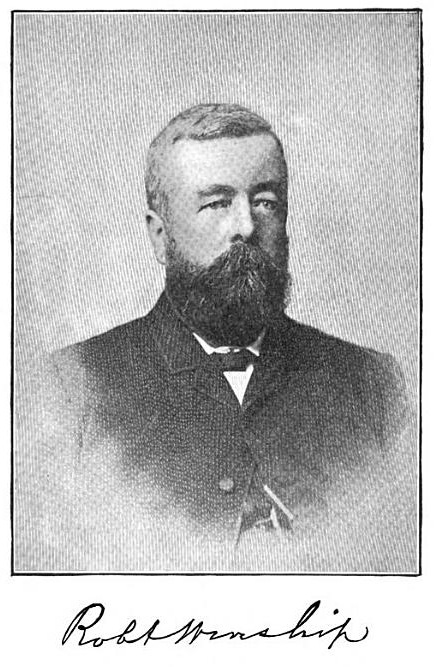
Robert Winship (1834–1899)

Woodruff war ein Sohn von Ernest Woodruff (1863–1944) und dessen Ehefrau Emily Caroline, geb. Winship, die beide am 22. April 1885 geheiratet hatten. Sein Vater war ein Unternehmer aus Atlanta und Präsident der Trust Company of Georgia, des Vorgängers der SunTrust Bank, der u. a. eine Investorengruppe geleitet und 1919 die Coca-Cola Company von Asa Griggs Candler gekauft hatte. Sein Großvater war der prominente ebenfalls aus Atlanta stammende Produktionsmagnat Robert Winship (1834–1899).
Ab 1905 besuchte er die Georgia Military Academy, die er später als „der einzige Ort, an dem ich jemals einen Abschluss gemacht habe“ bezeichnete. Im Anschluss besuchte er kurzzeitig das Georgia Institute of Technology, wo er jedoch durchfiel und so wechselte er 1908 auf das Oxford College der Emory-Universität in Georgia, wo er sich durch „Klassenkürzungen und Geldspenden“ auszeichnete, jedoch nach einem Semester als gleichgültiger Student entlassen wurde. Jahrzehnte später widmete Emory seine Bibliothek Robert W. Woodruff mit der Aussage: „Mr. Woodruff ist vor seinem formellen Abschluss bei Emory ins Geschäft eingestiegen.“

## Leben und Karriere
Im Februar 1909 im Alter von 19 Jahren, nahm er, die Arbeitsangebote seines Vaters immer ablehnend, seine erste Stelle als Arbeiter in der Giesserei bei der General Pipe and Foundry Company im Inman Park im Osten von Atlanta an. Hier schaufelte er eine Woche lang Erde für 60 Cent pro Tag, dann arbeitete er als Maschinenschlosserlehrling an einer Drehbank. Nach einem Jahr wurde er gefeuert und von der Muttergesellschaft General's, der General Fire Extinguisher, wieder eingestellt, wo er sich in den Verkauf einarbeitete. 

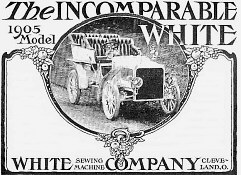
Werbung der Firma White von 1905

 Dann nahm er ein Jobangebot seines Vaters bei der Atlantic Ice and Coal Company an, verließ diese nach Differenzen mit ihm aber wieder. Nachdem Woodruff von Walter White von der White Motor Company in Cleveland (Ohio) abgeworben worden war, spielte er seine Liebe zu den frühen Automobilen in einer Verkaufsposition bei der Firma aus und wurde bald darauf zum Vizepräsidenten des Unternehmens ernannt. Während des Ersten Weltkriegs trat Woodruff in das Ordnance Corps der United States Army ein, wo er für eine Lkw-Konstruktion warb, die nur White Motors erfüllen konnte, was dem Unternehmen in Kriegszeiten enorme Verkaufszahlen bescherte. 1921 bot ihm der Automobilhersteller eine Position im Verwaltungsrat an und noch im gleichen Jahr machte Woodruff sein erstes Geschäft mit der Coca-Cola Company, als er der Firma 30 Lastwagen für ihr prosperierendes Unternehmen verkaufte.
In seinem Bemühen, persönliche Differenzen zu überwinden, bot ihm sein Vater Ernest 1923 den Posten als Präsident der Coca-Cola Company an. Zu dieser Zeit hatte das Unternehmen, auch wegen hoher Zuckerpreise und langwierigen Prozessen zu Markenschutz und Abfüllverträgen, mit Schulden in Millionenhöhe zu kämpfen und der Aktienkurs war bereits auf 18 Dollar je Aktie gefallen. Woodruff stimmte dem Jobangebot, auch trotz einer starken Gehaltskürzung von 50.000 USD, mit den Worten zu: „Ich dachte mir, wenn ich den Aktienpreis jemals wieder auf das Niveau dessen bringen würde, was ich dafür bezahlt habe, würde ich verkaufen und mich rächen. Dann würde ich wieder Autos und Lastwagen verkaufen.“
Im Jahre 1926, im Alter von 37 Jahren, baute Woodruff Coca-Cola zu einem internationalen Unternehmen aus und gründete eine Auslandsabteilung.  Das Unternehmen meisterte die Weltwirtschaftskrise mit jährlich steigenden Gewinnen, da „jeder einen Nickel“ für eine Cola ausgeben konnte. Ende der 1930er Jahre war Coca-Cola ein bekannter Name geworden und hatte Abfüllanlagen in 44 Ländern in Betrieb.
1937 gründete Woodruff die Trebor-Stiftung („Trebor“ ist Robert rückwärts buchstabiert), um seine Philanthropie zu verwirklichen. Durch eine Schenkung von Robert W. Woodruff in Höhe von 50.000 Dollar für die Einrichtung eines Krebszentrums im Emory University Hospital, konnte 1937 die Robert Winship-Klinik gegründet werden. Die großzügige Spende hatte er zu Ehren seiner Mutter Emily Winship Woodruff, die im gleichen Jahr ihren Kampf gegen den Krebs verloren hatte, gemacht. Benannt wurde das Zentrum nach seinem Großvater mütterlicherseits, Robert Winship.
Im Jahr 1954 trat er als Präsident zurück, blieb aber bis 1984 im Verwaltungsrat. Sein großer Aktienbesitz und sein Einfluss auf den mächtigen Finanzausschuss des Vorstands verschafften ihm fast 60 Jahre lang eine bedeutende Kontrolle über einen Großteil der Leitung des Unternehmens.
Nach einem erfüllten und geschichtsträchtigen Leben wurde Woodruff auf dem Friedhof von Westview zur Ruhe gelegt. Seine eigene Einschätzung seines Lebens lässt sich durch die Worte einer Tafel zusammenfassen, die er an prominenter Stelle in seinem Schlafzimmer angebracht hatte: „Wenn ich die Dinge, die ich verloren habe, mit den Dingen, die ich gewonnen habe, vergleiche, die Dinge, die ich verpasst habe, mit dem, was ich hätte erreichen können, bleibt wenig Raum für Stolz.“

## Woodruff's Vermächtnis

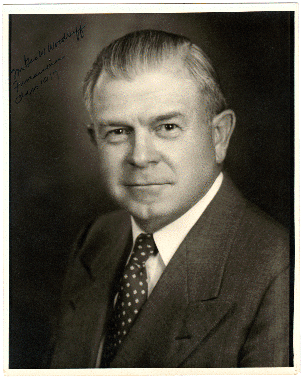
George Waldo Woodruff (1895–1987)

1979 spendeten Woodruff und sein Bruder George W. Woodruff der Emory-Universität 105 Millionen Dollar; sie würden schließlich insgesamt 230 Millionen Dollar geben. Mehrere Gebäude auf dem Emory-Campus sind nach ihm und Mitgliedern seiner Familie benannt und alle Robert W. Woodruff-Professuren sind nach ihm benannt.

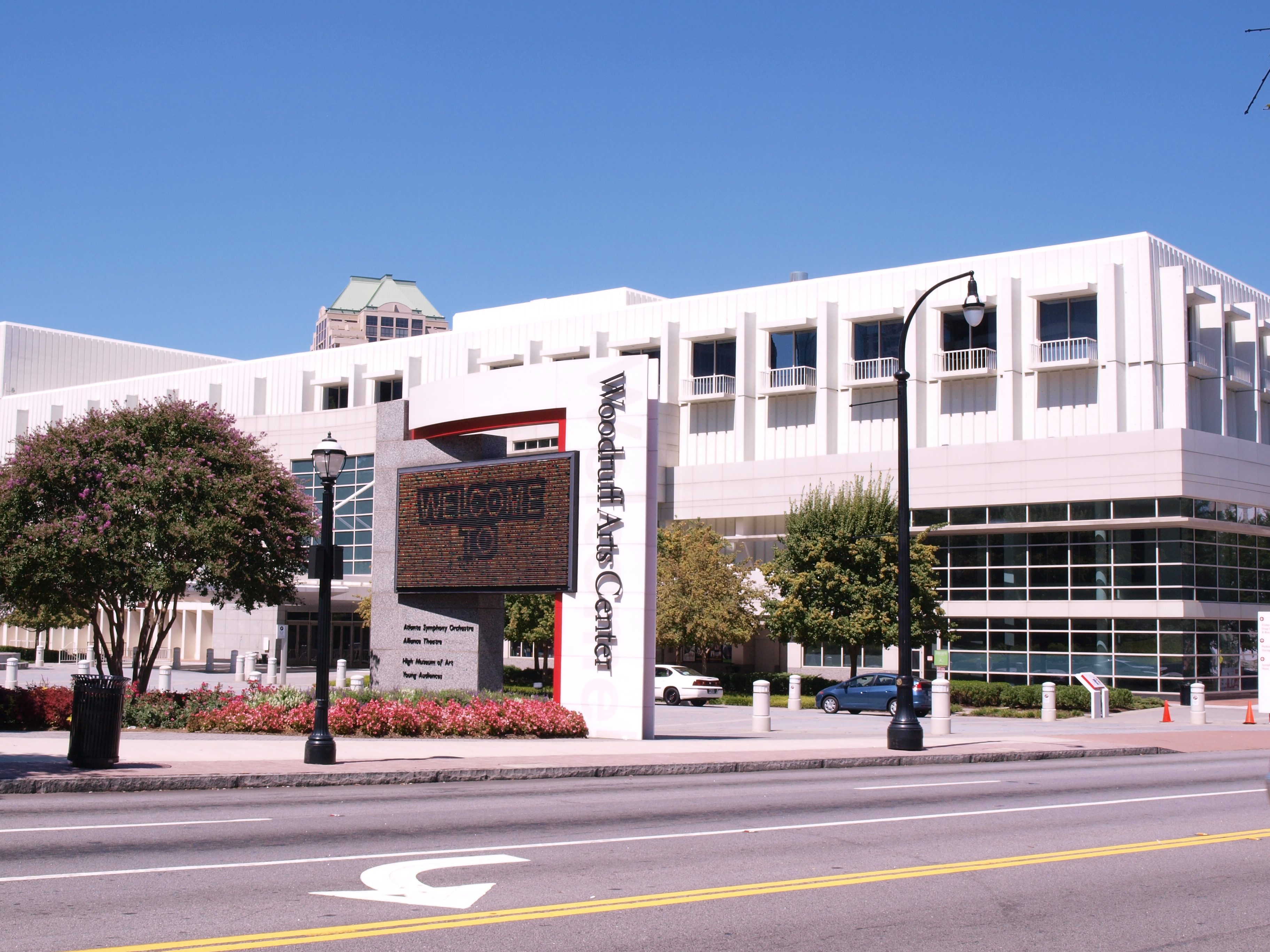
Woodruff Arts Center

Er spendete auch große Summen an andere Colleges und Universitäten in der Region sowie an die Woodward Academy (ehemals Georgia Military Academy), in College Park und die Westminster-Schulen in Atlanta. Ein Pfadfinderlager in Blairsville (Georgia), wurde im Anschluss an große Spenden der Woodruff Foundation und von Coca-Cola als Robert W. Woodruff Scout Reservat eingerichtet, das vom Atlanta Area Council verwaltet wird.

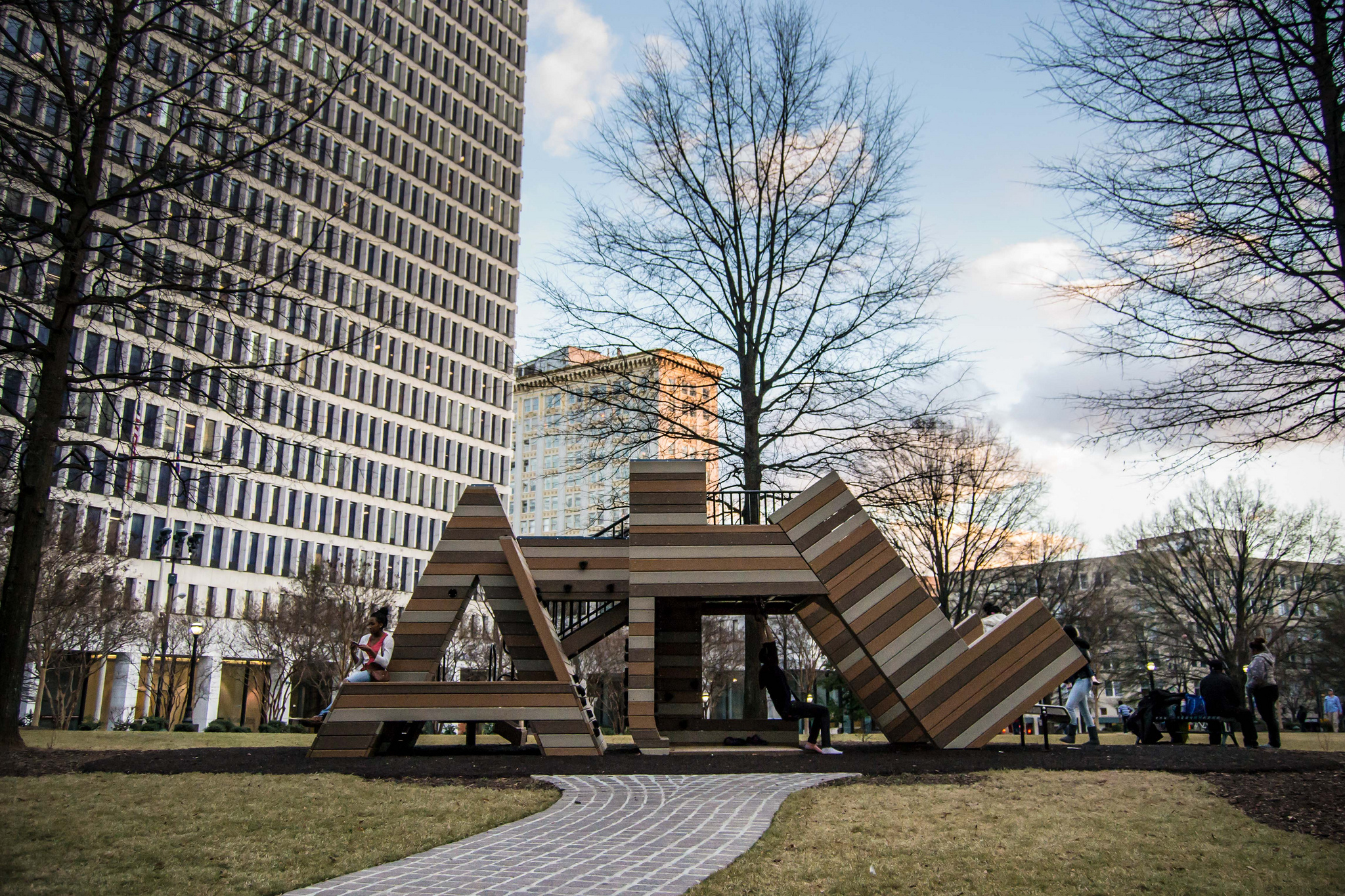
Woodruff park atlanta

Atlanta's größte kulturelle Einrichtung, das Woodruff Arts Center, profitierte von seinen Geschenken und ist nach ihm benannt, ebenso wie der Woodruff Park. Eine Robert W. Woodruff-Bibliothek befindet sich im Atlanta University Center und dient dem Morehouse College, dem Spelman College und der Clark Atlanta University. Eine weitere Robert W. Woodruff-Bibliothek beherbergt die Hauptbibliothek der Emory University. 1977 wurde er in die Junior Achievement U.S. Business Hall of Fame aufgenommen.
Woodruff war maßgeblich am Erfolg des Dinners beteiligt, das in Atlanta zu Ehren von Reverend Martin Luther King stattfand, nachdem King 1964 den Friedensnobelpreis erhalten hatte. Der Kartenverkauf hinkte hinterher, bis Woodruff seine Unterstützung für das Dinner signalisierte.

## Ehe
Robert Woodruff war seit dem 17. Oktober 1912 mit Nell Kendall Hodgson verheiratet. Nell Kandall wurde am 20. Oktober 1892 als Tochter der Eheleute Edward Hodgson und Mary Strahan in  Athens (Georgia) geboren. Vor ihrer Ehe absolvierte sie ein zweijähriges Krankenpflegerprogramm am St. Mary´s Hospital in Athen. Während des Ersten Weltkriegs diente sie als freiwillige Krankenschwester des Amerikanischen Roten Kreuzes und bildete andere Krankenschwesternhelfer aus. Während des Zweiten Weltkriegs meldete sie sich erneut freiwillig.
1946 würdigte die Emory's Nursing School Alumni Association ihre Hingabe an die Krankenpflegeausbildung mit ihrer ersten Ehrenmitgliedschaft auf Lebenszeit. Auch die Georgia State Nursing Association verlieh Woodruff 1952 eine lebenslange Mitgliedschaft für ihre Verdienste um den Krankenpflegeberuf in Georgia. Als langjährig und vielseitig im Bereich der Krankenpflege Arbeitende war sie 1954 und 1955 unter den amerikanischen Delegierten bei den Weltgesundheitsversammlungen. 1967 benannte die Emory University ihre Krankenpflegeschule in Nell Hodgson Woodruff School of Nursing um. Sie starb im Folgejahr am 23. Januar 1968 in Albany, Georgia. Nells Ehe mit Robert Woodruff blieb kinderlos.